# Министерство науки и технологий ЮАР
Министерство науки и технологий ЮАР — одно из министерств правительства Южно-Африканской Республики. Министерство науки и технологий отвечает за научные исследования в ЮАР, в том числе, и за космические программы. Нынешний министр — Наледи Пандор, сместившая на этом посту Мосибуди Мангена.

## Подразделения
- Агентство по развитию науки и технологий[1]
- Глобальный офис астрономии и развития[2]